# Brassaiopsis simplicifolia
Brassaiopsis simplicifolia är en araliaväxtart som beskrevs av Charles Baron Clarke. Brassaiopsis simplicifolia ingår i släktet Brassaiopsis och familjen Araliaceae. Inga underarter finns listade.